# 江海关

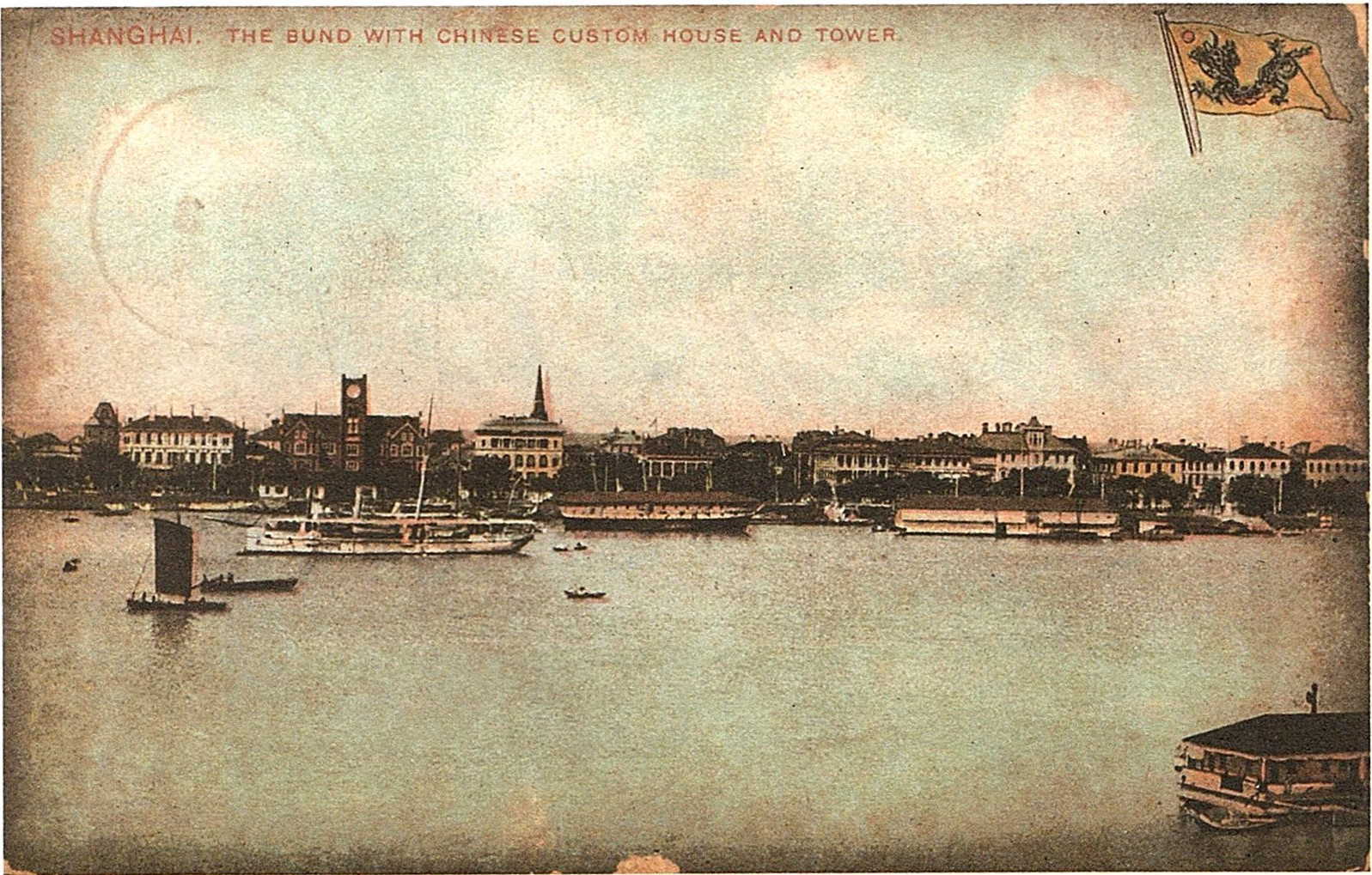
晚清江海关及黄浦江上的英国鸦片贸易船

江海关，清朝始设负责对外贸易实务的行政官署，前身为市舶司，后为上海海关。江海关于清康熙二十四年，始设于松江府华亭县境内的漴阙（今上海市奉贤区境内漴缺），后移驻上海县县城宝带门内。之後又搬到上海外滩13号的江海关大楼，毗邻英商香港上海汇丰银行大楼。
上海的江海关与武汉的江汉关、天津的津海关、广州的粤海关并称清代四大海关。

## 历史

### 市舶司时期
自唐以来，中国对外贸易逐渐增加，来自阿拉伯、日本的商人往来不绝。于是在唐高宗显庆六年，于广州创设市舶使，负责海路贸易。
到宋徽宗政和三年设立秀州华亭市舶司（今上海华亭），成为上海海关之始。
继宋之后，元朝于至元年间设立上海市舶提举司，成为全国七大市舶司之一。
明朝亦于洪武元年亦在上海设立了太仓黄渡市舶司（今上海嘉定黄渡镇），洪武三年裁撤。

### 江海关时期（鸦片战争之前）

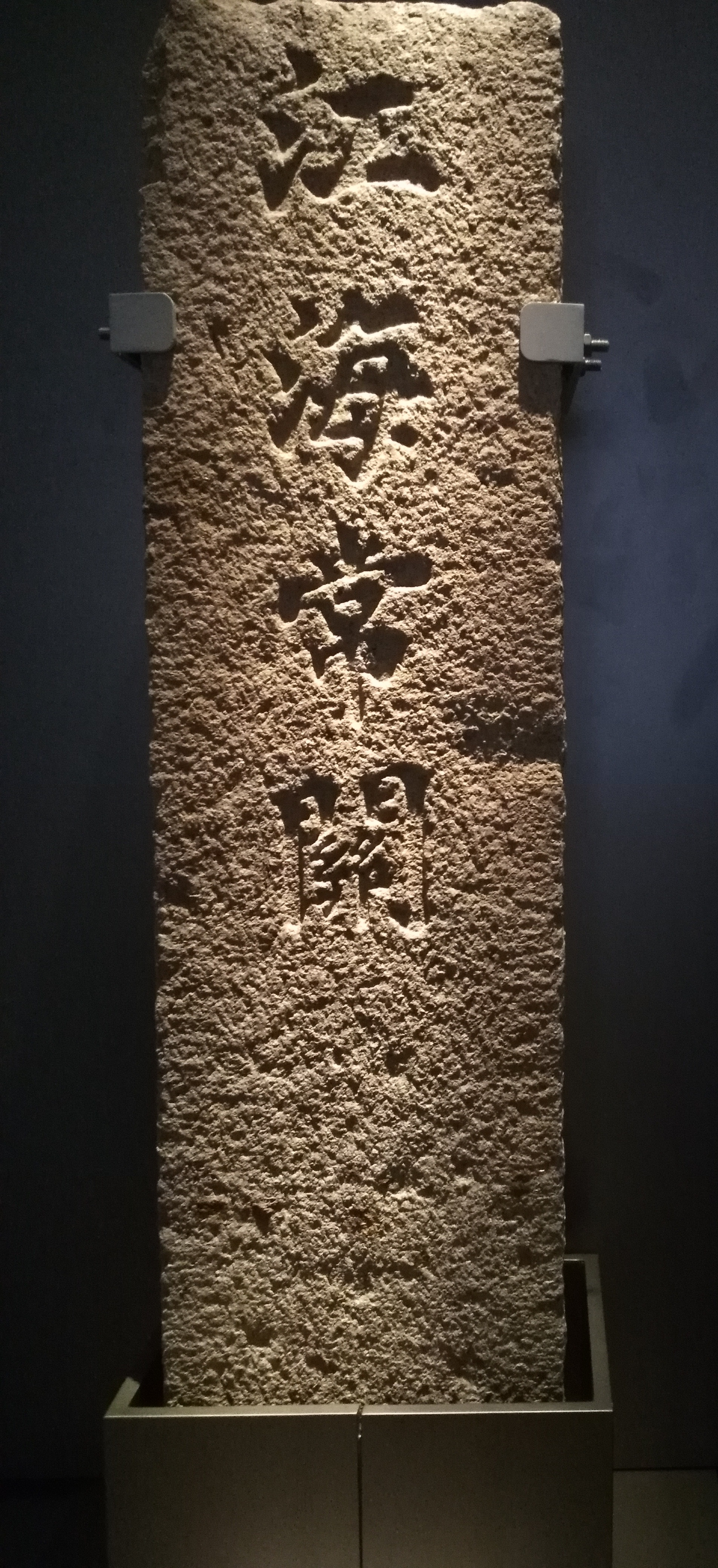
江海常关（即建设江海北关前的江海关）界碑

清初平定明鄭后，政府于康熙廿三年宣佈展界開海，决定重新设立负责对外贸易事务的机构，并定名为海关，取代了历代沿用数百年的“市舶司”管理体制，遂海关一词沿用至今。当时全国共设有四座海关，由北往南分别为江、浙、闽、粤海关。江海关最初设在连云港云台山，后移至今上海松江，康熙二十六年江海关因原办公地点狭窄，于是移驻到上海县城宝带门内（今黄浦区小东门内）。
江海关设立之初，其主要负责的辖区，包括当时江苏省境内的所有出海口，下设24个分卡，分布于苏州、松江、常州、镇江、淮安、扬州六府和泰州、通州（今南通）等其他地区。乾隆二十二年（1757年）起，由于乾隆下江南发现外洋船只在苏州往来络绎不绝，因而十分惊恐，所以自该年始，限定西洋夷（主要為英國），只可前往粤海关下轄口岸進行通商，而江海關，閩海關，浙海關下轄口岸則不再對西洋船隻進行開放。

#### 下轄口岸
清代設立之江海關，下轄常州口、扬州口、镇江口、刘河口、松江口、施翘河口、黄田澜港口、任家港口、吴淞口、七丫 口、白茹口、孟河口、黄家港口、小海口、石庄口、吕四口、徐六淫口、福山口、新开河口、当沙头等二十二处對外口岸。

### 上海开埠后

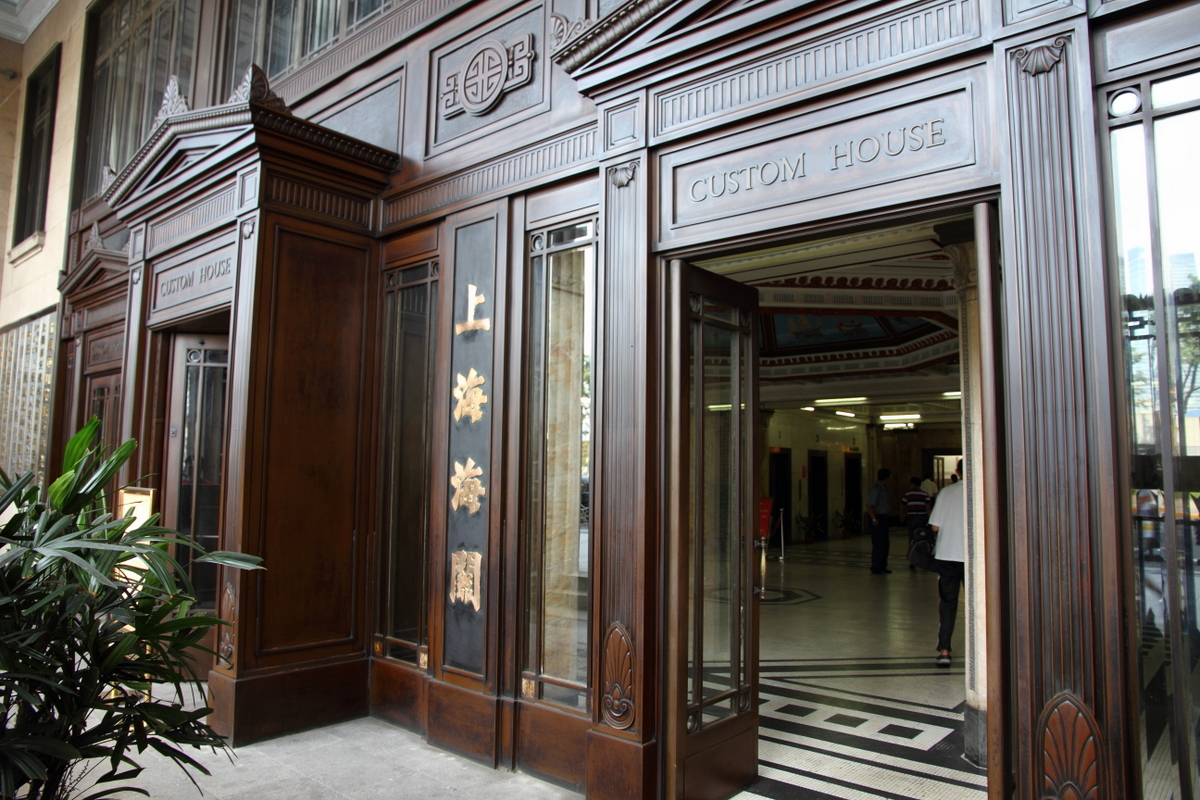
江海关大楼入口

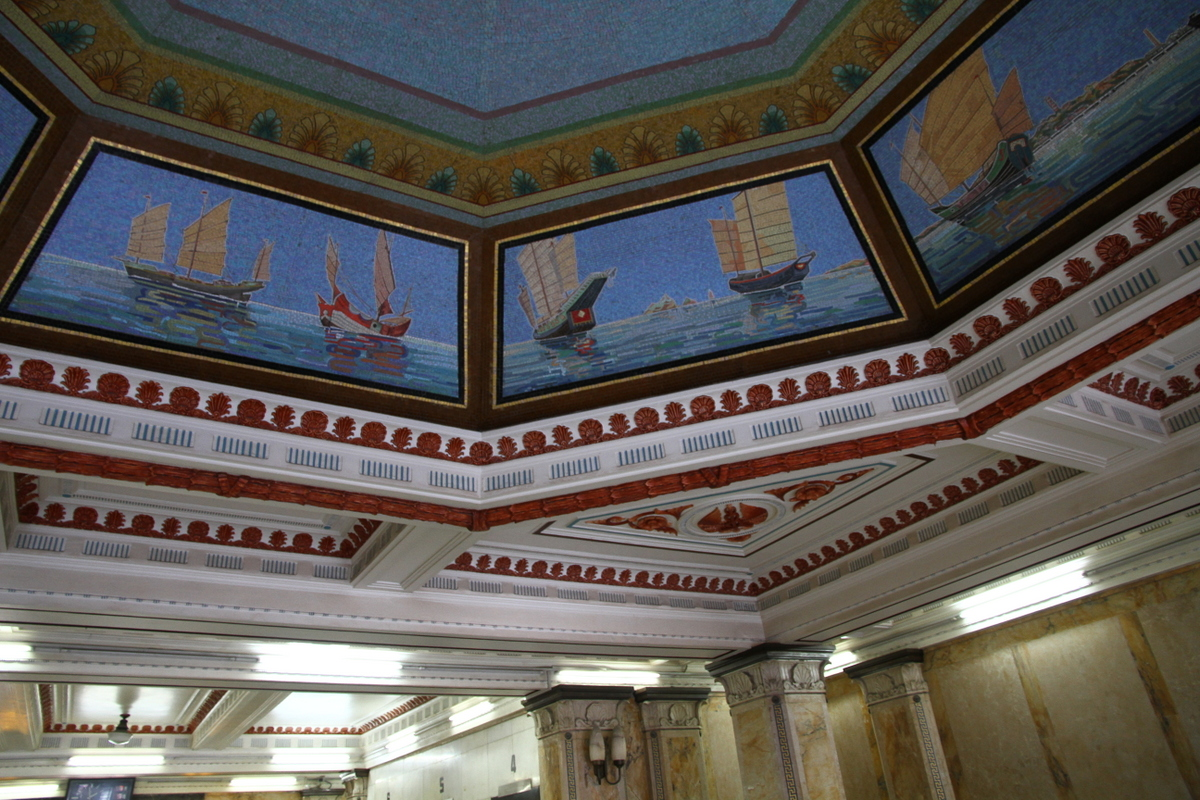
江海关大厅的天花板

《中英南京条约》签订后，道光二十三年（1843年11月17日），江海关于县城洋泾浜北面（今延安东路外滩）设立盘验所，进行外商的出入境申报及缴纳关税的业务，此事标志着清政府开始履行《南京条约》中将上海作为通商口岸的条文，上海自该日起正式开埠。
道光二十五年（1845年），应英国驻上海总领事巴富尔（George Balfour,1809－1894）的要求，负责征收外商进出口税务办理的机构迁移到县城北门外头坝（今汉口路外滩，时属英租界），即江海北关，俗称“新关”，由江苏省苏松太道兼管。原县城东门外海关，仅办理本国海船进出口税务。
咸丰三年（1853年），上海發生小刀會起義，亂民破壞北關，英租界當局隨後控制了北關原址。在上海沒有清廷海關機構的情況下，英、美領事協議由兩國領事代為向各國商人徵稅。上海道吴健彰在1853年10月試圖用停泊在黃浦江上的炮艇作爲海關，但遭到各國商人忽視，次年2月又試圖在蘇州河北岸設立海關，也無法有效實施海關權力，4月在閔行及蘇州河白鹤渚設海關稅卡，亦無法執行關稅收繳，此後上海道吴健彰与英、法、美驻沪领事签订协定，允由三国各派税务司一人，協助管理江海关。同年七月，少关税务管理委员会成立，列强第一次直接管理江海關。
1857年，租界列强參與管理江海關的協定在與清政府的條約中確認，同年第二代中式的江海關官署落成。從1863年開始，江海關行政開始由作爲清廷官員的外籍稅務司管理，其中英國人赫德1861年至1911年擔任大清皇家海關總稅務司達50年之久。1865年，總稅務司從上海遷往北京。

### 民国前期
民国元年（1912年）1月下旬，当时南京临时政府与外交使团协议，各口岸海关税款，汇集江海关，以保证对外承担的义务。2月上旬，总税务司署授权税务司向上海各国银行联合会，提供外债帐目结算报告，规定厘金偿债部分不足时，可动用关税。10月中旬，总税务司署通令各口岸海关，将净存税款每星期汇交江海关，作归还债赔用。翌年1月，汇丰、德华、道胜三家银行正式收存关税。江海关行政业务主要职责：对进出口货物、运输工具、行邮物品以及通商口岸与内地来往货物的监督管理；征收进出口关税、附加税费等；查缉和处理走私；编制海关统计；总税务司署指示管辖或包揽的其他事项。洋关制度建立之后，对上海口岸遏制走私、防止偷逃关税等方面，起到了一定的作用。民国9年江海关验估课正式成立，当年又编写成《江海关关务规程》。总税务司署授权江海关，开办华籍稽查员培训学校。民国11年根据华盛顿会议，在上海召开修订关税的特别委员会。会上普遍对海关估价不满，中国代表团成功地使会议取得一致。会议认为，江海关验估课向各海关传递讯息，并解决估价难题，实现特别委员会关于在上海设置审价核心的建议。

### 日治时期
民国30年12月8日，日军占领上海租界，接管江海关和总税务司署，逮捕总税务司梅乐和，派日本人岸本广吉任海关总税务司，赤谷由助为江海关税务司。

### 民国后期及中华人民共和国成立
民国34年8月15日，日本宣布无条件投降，日本方面任命的江海关海关长准予全体日籍关员特殊退休。9月13日，副总税务司丁贵堂接管江海关，并办三件大事：恢复执行《1934年进出口税则》；废除转口税和伪政权的税捐；公告宣布金单位和法币比值为1∶20。民国35年政府颁行《修正进出口贸易暂行办法》，江海关全面实行许可证制度，一切货物进口，都须凭许可证办理。民国37年5月7日，总税务司署下发联合国审定的关贸总协定及所附《关税减让表》。
1949年5月27日中国人民解放军占領上海，在1950年2月16日將江海關更名中华人民共和国上海海关。